# Fondation Michelle-Darty
La Fondation Michelle Darty est une institution philanthropique française privée et laïque, orientée vers l'accueil et l'hébergement de handicapés mentaux adultes et valides. Elle est reconnue d'utilité publique par décret du 31 décembre 1979.

## Historique
La fondation est créée en 1979 par Hélène et Natan Darty, l'un des trois frères fondateurs, avec leur père, des magasins Darty. Il est le père de Michelle Darty, née handicapée mentale et qui a connu de nombreuses difficultés en raison du manque de structure adaptée pour prendre en charge cette jeune femme,.
Cette fondation a perduré après la mort de son fondateur.

## Dates clés
- 1979 : création de la Fondation Michelle Darty ; reconnaissance d'utilité publique le 31 décembre 1979.
- 1983 : ouverture du foyer Emeriau - Paris 15e

effectif de 24 adultes handicapés mentaux (hommes et femmes) exerçant une activité professionnelle salariée dans un ESAT, une entreprise adaptée ou dans une entreprise ordinaire embauchant des personnes handicapées[source insuffisante].
- 1993 : ouverture du foyer Dunois - Paris 13e

effectif de 10 adultes handicapés mentaux (hommes et femmes), dans les mêmes conditions que l'établissement précédent[source insuffisante].
- 1997 : ouverture du foyer d’Issy-les-Moulineaux (92)

effectif de 30 adultes handicapés mentaux (hommes et femmes)[source insuffisante].
- 2007 : ouverture du foyer de Boulogne-Billancourt (92)

effectif de 34 adultes porteurs d'un handicap mental ou d'une maladie psychique, soit en hébergement complet en foyer de vie (19 places) ou en foyer d’hébergement pour des personnes travaillant en ESAT (15 places)[source insuffisante]. L'établissement a été créé sur l'emplacement d'un ancienne structure située sur un terrain vendu par la commune.
- 2008 : ouverture du foyer de Cannes-La-Bocca (06)

effectif de 23 adultes handicapés mentaux (hommes et femmes), dans les mêmes conditions que les établissements parisiens[source insuffisante]. L'établissement a reçu ses premiers pensionnaires le 1er février 2008.
- 2009 : ouverture des foyers de Malakoff (92)

effectif de 21 adultes handicapés mentaux (hommes et femmes), dans les mêmes conditions que les établissements parisiens[source insuffisante]. Ce foyer sera inauguré le 2 juin 2009 par Brice Hortefeux, ministre du Travail, des Relations sociales, de la Famille, de la Solidarité et de la Ville du Gouvernement François Fillon.

## Missions
La Fondation assure la réalisation de foyers, depuis l'achat du terrain jusqu’à la construction et l'équipement des bâtiments, avec comme objectif une intégration des résidents dans la société. La gestion quotidienne des foyers est assurée par des associations spécialisées, agréées par l'État et liées par convention à la Fondation.